# 360 Condominiums
360 Condominiums je postmoderní mrakodrap v texaském Austinu. Má 44 podlaží a s výškou 177 metrů je druhou nejvyšší budovou ve městě. Výstavba probíhala v letech 2006–2008 podle projektu, který vypracovala firma The Preston Partnership, LLC a developery byly společnosti Novare Group a Andrews Urban LLC.